# They Know
They Know (englisch Sie wissen) ist ein Album der belgischen Funeral-Doom-Band Until Death Overtakes Me.

## Geschichte
Die Stücke des Albums They Know erschienen zum Großteil als Musikdownload vorab und wurden in den Jahren 2017 und 2018 von Stijn van Cauter in seinem Heimstudio Templa Libitina ohne externen Produzenten eingespielt und als Singles veröffentlicht. Mit They Know stellte Until Death Overtakes Me die Stücke als dritten Teil der mit Well of Dreams und Hell & Rain begonnenen Reihe Collected Works zusammen. Die Reihe stellt, solche zuvor veröffentlichten Single-Stücke die ohne übergeordnetes Konzept zusammenhängen, als Album zusammen.

## Titelliste
1. Domain of Storms: 07:58
2. Lights of Infinity: 09:35
3. This Winter: 07:14
4. Hurt: 09:54
5. Hollow Star: 08:58
6. To Fade: 07:06
7. Mind Collapse: 07:03
8. Child of June: 09:08
9. They Know: 09:12
10. Blazarrise (alternative version): 04:57
11. Lights of Infinity (alternative version): 07:27
12. Child of June (extended version): 17:49

## Albuminformationen
They Know wurde als Album am 12. Juli 2018 veröffentlicht. Van Cauter gab die Kompilation als Musikdownload über Bandcamp als Veröffentlichung seines Labels Void Overflow mit zwölf Titeln und einer Spieldauer von 106:12 Minuten heraus. Eine zur Verfügung gestellte Variante eines Erwerb als Print-on-Demand-Kopie des Albums ließ drei abschließende alternative Versionen enthaltene Stücke aus. Die Gestaltung übernahm van Cauter selbst. Das Cover zeigt einen Totenschädel über einem aufgeschlagenen Buch schwebend. Die Seiten des Buches leuchten blau. Der Hintergrund zeigt eine Fläche aus Knochen.

## Stil
Auf They Know verfolgt Until Death Overtakes Me weiter den in dieser Periode der Band üblichen Crossover aus Funeral Doom, Dark Wave und Ambient. Das Gitarrenspiel ergehe sich in monumentalen und wuchtigen Bordun-Klängen, die „Hand in Hand mit traumhaften, fast esoterischen Synthie-Melodien“ agieren. Gelegentlich verleihen diese Melodien der Musik eine sakrale und ätherische Atmosphäre. Der Rhythmus wird durch träge stampfende Schlagzeug- und dezente Bass-Anschläge gesetzt. Der Gesang bleibe in dem für Until Death Overtake Me typischen tief knurrendem Growling. Hinzukommend werden gelegentlich Piano-Intermezzi in die Musik gesetzt.

## Wahrnehmung
Das Album wurde selten rezipiert und dabei jedoch besonders positiv besprochen. Van Cauter gelänge es auf They Know „multi-interpretierbare Ton-Kunst mit einem sehr bedrückenden, schweren, traumhaften und / oder düsteren Ambiente zu schaffen.“ Die Musik sei dabei sowohl als Hintergrund zum eigenen Denken ergiebig wie auch als Klangwelt zum Erforschen und Interpretieren.